# Notropis calientis
Notropis calientis är en fiskart som beskrevs av Jordan och Snyder, 1899. Notropis calientis ingår i släktet Notropis och familjen karpfiskar. Inga underarter finns listade i Catalogue of Life.